# Gelijkgewogen index
Een gelijkgewogen index is een aandelenindex waarbij alle aandelen een even grote weging in de index hebben. Concreet betekent dit dat bij een index met bijvoorbeeld 25 aandelen, alle aandelen in beginsel 4% in de index vertegenwoordigen. 

## Andere berekeningen
De prijsgewogen index zoals de Dow Jones Industrial Average waarbij enkel de absolute beurskoers van een aandeel het gewicht in de index bepaalt was aanvankelijk de standaard.
Later kwam de marktwaardegewogen index. Dat wil zeggen dat het bedrijf met de hoogste marktkapitalisatie de grootste procentuele weging krijgt in de index. In de Nederlandse AEX index heeft Koninklijke Olie een weging van meer dan 10%, terwijl de index uit 25 aandelen bestaat. Zo kan het voorkomen dat slechts een aantal grote aandelen het koersverloop van de index bepalen en dat een belegger feitelijk ook minder gespreid is dan hij in eerste instantie denkt. Hierdoor zou hij meer risico kunnen lopen en minder profiteren van een brede spreiding.

## Rendement en risico
Onderzoeksresultaten van MSCI, 's werelds grootste maker van indices, en Standard&Poors tonen aan dat in een gelijkgewogen index beleggen loont. Zo overtrof de gelijkgewogen versie van de MSCI World de marktkapitalsatie gewogen versie met 4,7% per jaar. Onderzoekers Dash en Loggie kwamen bij de S&P 500 tot een vergelijkbare conclusie. Doordat middelgrote en kleinere ondernemingen een relatief hogere weging hebben dan in de oorspronkelijke indices is de bewegelijkheid, gemeten door standaarddeviatie en daarmee het risico van de index, iets hoger.